# Árneshreppur

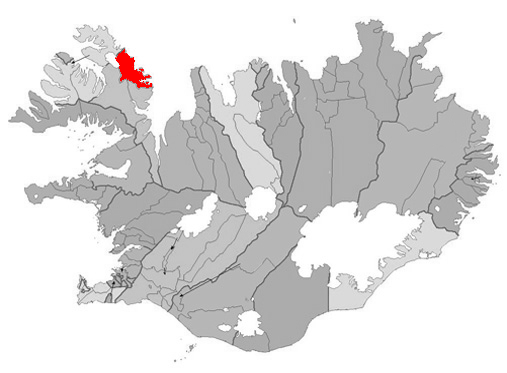

Árneshreppur är en kommun i regionen Västfjordarna på Island. Folkmängden är 40 (2019). Vilket gör kommunen till den minst befolkade i hela Island. 

## Bilder

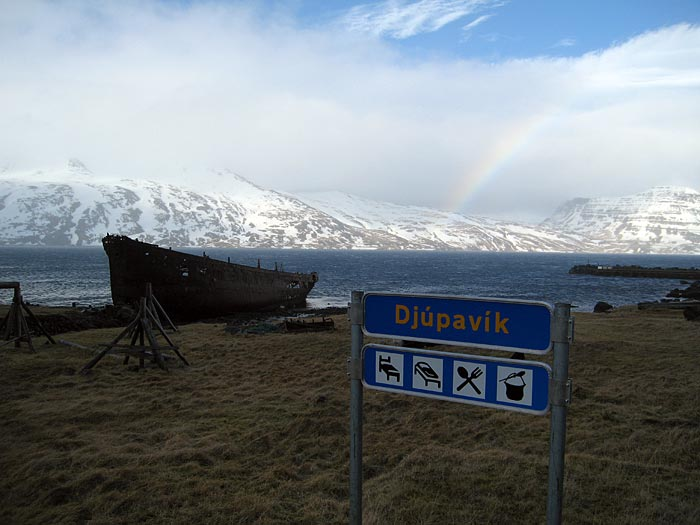
Djúpavík
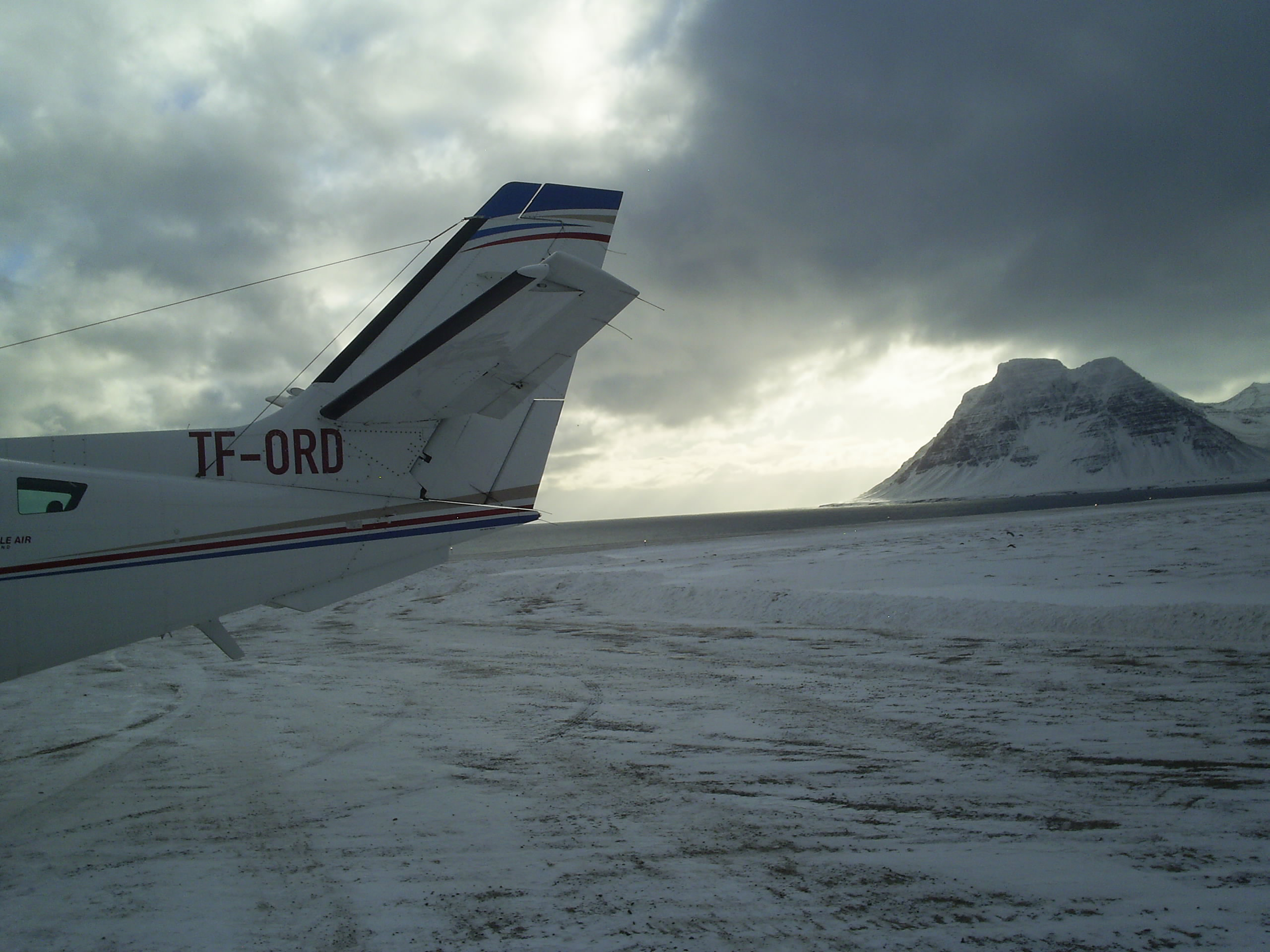